# Rubus friesiorum
Rubus friesiorum är en rosväxtart som beskrevs av Carl Emil Gustafsson. Rubus friesiorum ingår i släktet rubusar, och familjen rosväxter.

## Underarter
Arten delas in i följande underarter:
- R. f. elgonensis
- R. f. friesiorum